# Cu duzina e mai ieftin 2 - Războiul taților
Cu duzina e mai ieftin 2 - Războiul taților (titlu original: în engleză Cheaper by the Dozen 2) este un film american din 2005 regizat de Adam Shankman. Rolurile principale au fost interpretate de actorii Steve Martin, Bonnie Hunt, Tom Welling, Piper Perabo și Hilary Duff. Este continuarea filmului Cu duzina e mai ieftin! (2003) regizat de Shawn Levy. Filmul din 2003 este, la rândul său, un remake al filmului cu același nume din 1950, bazat pe romanul semi-biografic omonim din 1948 al lui Frank Bunker Gilbreth Jr. și Ernestine Gilbreth Carey, sora sa. 

## Distribuție

### Familia Baker
- Steve Martin – Tom Baker, patriarhul familiei Baker și fost antrenor de fotbal.
- Bonnie Hunt – Kate Gilbreth-Baker, matriarha familiei Baker și soția lui Tom.
- Piper Perabo – Nora Baker-McNulty
- Tom Welling – Charlie Baker
- Hilary Duff – Lorraine Baker
- Kevin G. Schmidt – Henry Baker
- Alyson Stoner – Sarah Baker
- Jacob Smith – Jake Baker
- Forrest Landis – Mark Baker
- Liliana Mumy – Jessica Baker
- Morgan York – Kim Baker
- Blake Woodruff – Mike Baker
- Brent Kinsman – Nigel Baker
- Shane Kinsman – Kyle Baker

### Familia Murtaug
- Eugene Levy – Jimmy Murtaugh, patriarhul familiei Murtaugh care este un vechi rival al lui Tom.
- Carmen Electra – Sarina Murtaugh, matriarha familiei Murtaugh și soție trofeu a lui Jimmy].
- Shawn Roberts – Calvin Murtaugh
- Jaime King – Anne Murtaugh
- Robbie Amell – Daniel Murtaugh
- Melanie Tonello – Becky Murtaugh
- Taylor Lautner – Elliot Murtaugh
- Courtney Fitzpatrick – Lisa Murtaugh
- Madison Fitzpatrick – Robin Murtaugh
- Alexander Conti – Kenneth "Kenny" Murtaugh,

### Alții
- Jonathan Bennett – Bud McNulty, soțul Norei, ginerele lui Tom și Kate, tatăl bebelușului Tom și cumnatul copiilor Baker.
- Peter Keleghan – Mike Romanow, vecinul și prietenul lui Jimmy, care este proprietarul vechii cabane de pe Lacul Winnetka pe care familia Baker o închiriază și este, de asemenea, organizatorul Cupei Anuale a Familiei de Ziua Muncii.
- William Copeland – Commodore

## Coloana sonoră
1. "I Wish" – Stevie Wonder
2. "Graduation Day Song" – Joseph L. Altruda
3. "Mexicali Mondays" – Christopher Lightbody and Robert Steinmiller
4. "What If" – Gina Rene
5. "Martini Lounge" – David Sparkman
6. "Drinks on the House" – Daniel May
7. "Big Sky Lullaby" – Daniel May
8. "Someday" – Sugar Ray
9. "Express Yourself" – Jason Mraz
10. "Michael Finnegan" – Traditional
11. "Will the Circle Be Unbroken?" – Traditional
12. "Why Can't We Be Friends" – War
13. "Die Walküre" – Richard Wagner
14. "Wooly Bully" – Sam the Sham and the Pharaohs
15. "Mallin" – Tree Adams
16. "Under Pressure" – Queen și David Bowie
17. "Muzică din Epoca de gheață" – David Newman
18. "Holiday" – Madonna
19. "Sunday Morning" (versiunea acustică) – Maroon 5
20. "Bridal Chorus" – Richard Wagner